# Peter Jørgen Frydendahl
Peter Jørgen Frydendahl, född den 18 oktober 1766 i Köpenhamn, död där den 20 februari 1830, var en dansk skådespelare. Han var gift med Catharine Frydendahl.
Frydendahl var från 1786 vid Det Kongelige Teater, var från 1816 även regissör och lärare vid elevskolan. Frydendahl var en ytterst mångsidig skådespelare och framträdde även som sångare. I komiska karaktärsroller omnämns han som sin tids främste på dansk scen.